# Isole del Messico

Le isole del Messico

Questa è una lista non esaustiva delle isole del Messico.

## Isole della piattaforma continentale

### Golfo del Messico
- Arrecife Alacranes
- Cayos Arcas
- Isla Carmen
- Isla Grande
- Isla Holbox
- Isole del Triangolo Occidentale
- Bermeja (isola fantasma)

### Mar dei Caraibi
- Cozumel
- Isla Mujeres
- Isla Contoy
- Isla Blanca

### Costa del Pacifico
- Cedros
- Isla Coronados
- Islas San Benito
- Isla Todos Santos
- Isla Natividad
- Santa Margarita
- Islas Marías
- Isla San Martin

### Golfo di California
- Isla Ángel de la Guarda
- Isla Espíritu Santo
- San Esteban
- Magdalena
- Tiburón
- Isla San Lorenzo
- Isla San Pedro Nolasco
- Isla Lobos
- Isla Huivili
- Isla San Ignacio
- Isla Saliaca
- Isla Tachichilte
- Isla Altamura
- Isla Cerralvo
- Isla Partida
- Isla San Francisco
- Isola Santa Cruz
- Isla Montserrat
- Isla San Diego
- Isla Santa Catalina
- Isla Carmen
- Isla San Marcos
- Isla Tortuga
- Isla San Luis
- Isla Miramar

## Isole oceaniche (Oceano Pacifico)
- Guadalupe
- Isole Revillagigedo
- Rocas Alijos

## Isole lacustri

### Lago di Texcoco
- Xaltocan

### Lago di Chapala
- Isla de los Alacranes

### Lago di Pátzcuaro
- Janitzio